# Micropsectra connexa
Micropsectra connexa е насекомо от разред Двукрили (Diptera), семейство Хирономидни (Chironomidae). Няма подвидове.